# William Taylor Marshall
William Taylor Marshall ( 5 de mayo de 1886 - 25 de agosto de 1957) fue un botánico estadounidense.
Se especializó en la familia de Cactaceae. Fue cofundador en 1929, y uno de sus Ptes. de la "Cactus & Succulent Society of America", recibiendo en 1941 la "Medalla Miembro CSSA".

## Algunas publicaciones
- 1950. Arizona's cactuses. Science bull. 1, Desert Botanical Garden (Ariz.) Editor Desert Bot. Garden of Arizona, 111 pp.

- 1945. Glossary of succulent plant terms; a glossary of botanical terms and pronouncing vocabulary of generic and specific names used in connection with xerophytic plant. Ed. Abbey Garden Press, Pasadena, Calif., 112 pp. ilus.

- 1945. Succulent plants. Ilustró Rupert Leach. Editor Sawyer's, 114 pp.

- 1941. Cactaceae, with illustrated keys of all tribes, sub-tribes and genera. Con Thor Methven Bock, Nathaniel Lord Britton. Edición ilustrada, reimpresa de Theophrastus Publ. 227 pp. ISBN 0913728241

- La abreviatura «W.T.Marshall» se emplea para indicar a William Taylor Marshall como autoridad en la descripción y clasificación científica de los vegetales.[2]

Se poseen 204 registros IPNI de sus identificaciones y nombramientos de nuevas especies.